# Étangs de Saint-Denis-en-Brocqueroie
 (décembre 2021).
La mise en forme du texte ne suit pas les recommandations de Wikipédia : il faut le « wikifier ».
Les points d'amélioration suivants sont les cas les plus fréquents. Le détail des points à revoir est peut-être précisé sur la page de discussion.
- Les titres sont pré-formatés par le logiciel. Ils ne sont ni en capitales, ni en gras.
- Le texte ne doit pas être écrit en capitales (les noms de famille non plus), ni en gras, ni en italique, ni en « petit »…
- Le gras n'est utilisé que pour surligner le titre de l'article dans l'introduction, une seule fois.
- L'italique est rarement utilisé : mots en langue étrangère, titres d'œuvres, noms de bateaux, etc.
- Les citations ne sont pas en italique mais en corps de texte normal. Elles sont entourées par des guillemets français : « et ».
- Les listes à puces sont à éviter, des paragraphes rédigés étant largement préférés. Les tableaux sont à réserver à la présentation de données structurées (résultats, etc.).
- Les appels de note de bas de page (petits chiffres en exposant, introduits par l'outil «  Source ») sont à placer entre la fin de phrase et le point final[comme ça].
- Les liens internes (vers d'autres articles de Wikipédia) sont à choisir avec parcimonie. Créez des liens vers des articles approfondissant le sujet. Les termes génériques sans rapport avec le sujet sont à éviter, ainsi que les répétitions de liens vers un même terme.
- Les liens externes sont à placer uniquement dans une section « Liens externes », à la fin de l'article. Ces liens sont à choisir avec parcimonie suivant les règles définies. Si un lien sert de source à l'article, son insertion dans le texte est à faire par les notes de bas de page.
- La présentation des références doit suivre les conventions bibliographiques. Il est recommandé d'utiliser les modèles {{Ouvrage}}, {{Chapitre}}, {{Article}}, {{Lien web}} et/ou {{Bibliographie}}. Le mode d'édition visuel peut mettre en forme automatiquement les références.
- Insérer une infobox (cadre d'informations à droite) n'est pas obligatoire pour parachever la mise en page.

Pour une aide détaillée, merci de consulter Aide:Wikification.
Si vous pensez que ces points ont été résolus, vous pouvez retirer ce bandeau et améliorer la mise en forme d'un autre article.
 (décembre 2021).
Si vous disposez d'ouvrages ou d'articles de référence ou si vous connaissez des sites web de qualité traitant du thème abordé ici, merci de compléter l'article en donnant les références utiles à sa vérifiabilité et en les liant à la section « Notes et références ».

## Étangs de Saint-Denis-en-Brocqueroie
Les étangs de Saint-Denis sont situés au nord-est[évasif] dans la région de Mons (Obourg), en Belgique. Le site comprend plusieurs petits étangs bordés par l'Obrecheuil, une aulnaie eutrophe et une prairie humide. Le terme «brocqueroie» désignait une bande forestière qui couvrait la rive droite de la Haine au nord de Mons. C'est un endroit apprécié des pêcheurs, des chasseurs et des promeneurs. Des circuits de marche y sont organisés et libre d’accès.

### Description
Une dizaine d'étangs sont aménagés le long de l'Obrecheuil, affluent de la rive droite de la Haine, à 2 km environ à l'est du SHAPE. Le site est très boisé : toute la rive droite et la rive gauche jusqu'à la maison forestière. En aval de la maison forestière, des prairies pâturées s'étendent sur la rive gauche.
Du nord au sud, c'est-à-dire d'amont en aval, on rencontre :
Trois étangs de pêche, aux abords d'un ancien moulin et d'une station de pompage. Des emplacements de pêche y sont installés. Aux abords du moulin se trouvent des cressonnières à l'abandon.

### Histoire
Les cartes et documents historiques datant du XVIe siècle les désignent comme des viviers. L’on sait que ceux-ci étaient utilisés pour des activités de pisciculture. Le vivier principal s’appuie sur un puissant barrage qui coupe la vallée au point le plus serré de son développement. Ce barrage crée la vaste retenue d’eau du grand vivier. C’est celui qui assure au moulin un fonctionnement optimal. 
Un courant d’eau est créé pour exploiter l’énergie hydraulique par les Tiberghien pour la filature. Le même canal est toujours exploité pour assurer l’alimentation du chapelet d’étangs qui occupe la plus grande partie du fond de la vallée entre Casteau et Saint-Denis. 

### Site de Grand Intérêt Biologique
D’une surface de 35,86 ha, ils s’étirent sur la zone du village de Saint-Denis (30,51 ha) et celui de Thieusies (5,35 ha). Les étangs sont repris dans la zone géographique de Mons-Soignies. Ils se situent dans la région naturelle limoneuse hennuyère et sont classés Site de Grand Intérêt Biologique (SGIB) par la région wallonne. Les étangs sont une zone favorable à l’éducation de la nature par la nature: Géologie, hydrographie, botanique,entomologie et ornithologie. Le site est d’un intérêt ornithologique particulier car il est un lieu d'hivernage et de nidification de nombreux oiseaux.

#### Géologie
La chaîne d'étangs repose sur des alluvions modernes de vallée et est environnée de collines établies sur phtanites et schistes du Houiller (H1a).

### Lieux et monuments aux abords
Les étangs de Saint-Denis font partie d’un site classé qui comprend l’église Saint-Denis et abords, classée comme site le 01 février 1977; L’Ancienne abbaye de Saint-Denis-en-Broqueroie, classée comme monument le 6 avril 1981; Le Moulin à eau de l'abbaye de Saint-Denis, pont-barrage, cascade et plan d'eau, classés comme site le 16 août 1978 et le 1er mars 1984.